# Дубровачко-Приморье
Дуброва́чко Примо́рье (хорв. Dubrovačko Primorje) — община в южной части Хорватии (в Далмации), расположенная северо-западнее от Дубровника, на берегу Адриатического моря. Население — 2216 чел. (на 2001 г.).

## Состав общины
По результатам переписи населения 2001 года, численность населения 20 населённых пунктов общины, чел.:
- Баничи — 143
- Височани — 135
- Доли — 207
- Имотица — 85
- Кручица — 34
- Лисац — 34
- Майкови — 218
- Мравница — 45
- Ошле — 96
- Подгора — 33
- Подимоч — 44
- Слано — 552
- Смоковляни — 101
- Ступа — 73
- Точионик — 26
- Тополо — 152
- Трнова — 45
- Трновица — 37
- Чепикуче — 95
- Штедрица — 61